# Moi et lui (film)
Pour les articles homonymes, voir Io e lui.
Pour plus de détails, voir Fiche technique et Distribution.
Moi et lui (Io e lui) est une comédie fantastique franco-italienne réalisée par Luciano Salce et sortie en 1973.
Le film est adapté du roman Moi et lui d'Alberto Moravia, paru en 1971,.

## Synopsis
Le scénariste Rico est en dialogue constant avec son pénis. Il entend bien réaliser le film qu'il est en train d'écrire, mais alors qu'il aimerait sublimer sa libido en créativité artistique, son sexe le pousse à convoiter la femme du producteur...

## Fiche technique
Sauf indication contraire, les informations mentionnées dans cette section peuvent être confirmées par la base de données cinématographiques IMDb,  présente dans la section « Liens externes ».
- Titre en français : Moi et lui[3]
- Titre original italien : Io e lui[4],[5]
- Réalisation : Luciano Salce
- Scenario :	Fulvio Gicca Palli, Nino Marino (it), Luciano Salce, Enzo Siciliano d'après le roman Moi et lui d'Alberto Moravia
- Photographie :	Armando Nannuzzi
- Montage : Carlo Broglio
- Musique : Bruno Zambrini
- Décors : Francesco Calabrese
- Costumes : Luciana Marinucci
- Trucages : Otello Fava (it)
- Production : Dino De Laurentiis[4]
- Société de production : Produzioni Cinematografiche Inter. Ma. Co. (Rome) Columbia Films (Paris)
- Pays de production :  Italie -  France
- Langue originale : italien
- Format : couleur par Technicolor
- Durée : 108 min (1 h 38[4])
- Genre : comédie fantastique
- Dates de sortie :
  - Italie : 19 septembre 1973

## Distribution
- Lando Buzzanca : Rico
- Bulle Ogier : Irene
- Vittorio Caprioli : Cutica
- Antonia Santilli : Flavia Protti
- Gabriella Giorgelli : Fausta, la femme de Rico
- Yves Beneyton : Maurizio
- Mario Pisu : Protti
- Jessica Dublin : La femme de Protti
- Paolo Bonacelli : Vladimiro
- Dimitri Corchialis : Scavazza
- Bruno Boschetti : aiutante di Scavazza
- Luigi Antonio Guerra : servitore
- Nicoletta Elmi : Virginia

## Remake
Le film a fait l'objet d'un remake avec Lui et moi (1988), un film ouest-allemand de Doris Dörrie qui se déroule à New York.